# Partido Comunista Francês
O Partido Comunista Francês (em francês: Parti Communiste Français, PCF) é um partido político comunista de França, fundado em 1920. Em 2019, tinha 47 349 militantes, verificando perdas eleitorais.

## História
O Partido Comunista Francês foi fundado em 1920 por membros da Secção Francesa da Internacional Operária, inspirados pelo sucesso da Revolução de Outubro, e que, seguiam uma linha comunista, marxista-leninista e de defesa do centralismo democrático. Originalmente, o partido chamava-se Secção Francesa da Internacional Comunista, dado que o partido rapidamente se integrou na Internacional Comunista (COMINTERN).
O partido entrou na Parlamento francês, mas também promoveu ações de greve e se opôs colonialismo, uma posição que estava isolada no cenário político francês da época. A União Intercolonial, criada em 1922, reuniu ativistas das colônias francesas em torno de reivindicações de igualdade política (direito de voto) e igualdade social ("salário igual para trabalho igual"). Assim, os comunistas pediram a confraternização com os rebeldes marroquinos durante a guerra do Rife (1925-1926) e a evacuação do Marrocos pelo exército francês, pediram o fim dos combates e a independência da Síria francesa durante a Grande Revolta Síria de 1925-1927, e denunciaram as festividades do centenário da colonização da Argélia, organizando em particular uma campanha para boicotar a Exposição Colonial de Paris (1931).
O partido foi organizado em torno de líderes que eram em sua maioria da classe trabalhadora, estabelecendo esquemas de treinamento e promoção e incentivando a apresentação de candidatos da classe trabalhadora nas eleições. A equipe de Maurice Thorez, Jacques Duclos e Benoit Frachon, que haviam sido mineiros, metalúrgicos e pasteleiros, respectivamente, tiveram uma longevidade excepcional e lideraram o partido francês por quase três décadas. O trabalhador ferroviário Pierre Semard havia sido secretário geral do partido de 1924 a 1929.
Com a ascensão do Fascismo depois de 1934, o PCF apoiou a Frente Popular, que chegou ao poder sob Léon Blum em 1936. O partido apoiou a Segunda República Espanhola, e se opôs ao acordo de Munique de 1938 com Hitler.
O papel e prestígio do PCF cresceu, exponencialmente, durante e no pós Segunda Guerra Mundial, muito pelo papel dos comunistas na resistência aos nazis na França. Este imenso prestígio do PCF, no pós-Segunda Guerra Mundial, seria demonstrado nas eleições de 1945, as primeiras após o fim da Guerra, onde, pela primeira vez na história, os comunistas venciam umas eleições democráticas, com 26,1% dos votos. O PCF iria entrar nos primeiros governos franceses depois de 1945, mas, com o crescer das tensões entre os Estados Unidos (EUA) e a União Soviética (URSS), ou seja, o inicio da Guerra Fria, o PCF foi expulso do governo francês pelos democratas-cristãos e socialistas, que, assim, indicavam que a França se iria tornar uma fiel aliada do Mundo Ocidental, face à URSS.  Após a saída do governo e a criação de um tácito pacto anti-comunista entre os diferentes partidos franceses, incluindo os socialistas, o PCF iria permanecer isolado até à década de 1960, embora, eleitoralmente, este isolamento não prejudicou o partido, que se manteve como o maior partido da esquerda francesa.
Apesar de seu conservadorismo moral nas décadas de 1930 e 1960, o PCF foi o partido mais feminino da França ao longo do século XX. Comprometido com o direito de voto das mulheres desde os anos 20, em 1946 elegeu dezessete das trinta e três primeiras deputadas. Em 1956, havia apenas dezenove mulheres na Assembléia Nacional, mas quinze eram comunistas.
Com a subida ao poder do general De Gaulle em 1958, o PCF e os socialistas, cada vez mais enfraquecidos eleitoralmente, começaram a tentar a estabelecer pactos eleitorais para travar a dominância dos gaullistas, o que levou, nas eleições de 1965, o partido a apoiar a candidatura presidencial de François Miterrand, ao lado de outros partidos de centro-esquerda e esquerda, de forma a travar De Gaulle. Estas tentativas de aproximação entre comunistas e socialistas tornaram-se realidade, quando Miterrand foi eleito líder do recém-formado Partido Socialista em 1971, com o objectivo da celebração de um pacto eleitoral entre PS e PCF, algo que viria acontecer em 1972. O PCF, com este acordo, saía da isolação a que havia sido vetado em 1947. Além de mais, ideologicamente o partido parecia estar numa fase de renovação ideológica, embarcando na onda do Eurocomunismo, ao lado dos comunistas italianos e espanhóis. No final da década de 1970, as tensões entre PCF e PS vieram ao cima, quando,nas eleições 1978, o PS ultrapassava o PCF como força política da esquerda, pela primeira vez desde 1936. Estas tensões entre socialistas e comunistas levaram que o acordo entre ambos fosse terminado. A partir de então, e apesar de ter participado num governo com o PS entre 1981 a 1984, o PCF voltaria a uma linha comunista, marxista-leninista e pró-soviética, distanciando-se, em total, do PS. Mesmo com o aparecimento de Gorbachev e o início da Perestroika, o PCF manteve-se um partido comunista ortodoxo, rejeitando totalmente pactos com os socialistas, além de criticar a linha seguida por Gorbachev. Eleitoralmente, a partir do acordo assinado com o PS em 1972, o PCF caiu a pique, perdendo grande parte da influência que detinha em favor dos socialistas e, mesmo com a ruptura do pacto com os socialistas, os resultados do partido em nada melhoraram.
Após o fim do Bloco Socialista em 1989, o PCF voltou a moderar-se ideologicamente, criticando a URSS, além de se reaproximar do PS, assinando com os socialistas diversos pactos eleitorais locais e eleitorais, algo que permitiu ao PCF voltar a um governo da França em 1997, coligado com socialistas e verdes. O partido conseguiu recuperar eleitoralmente, em votos e deputados, mas sem nunca voltar ao auge da década de 1940 a 1970.
Com a vinda do novo século, o PCF voltaria a atravessar um período de enorme crise, obtendo os seus piores resultados da história, como foram exemplos, os 1,9% dos votos conseguidos pela candidata do PCF nas eleições presidenciais de 2007, ou os 4,3% conseguidos nas legislativas de 2007.
Para inverter esta nova crise eleitoral, o partido voltaria a abrir-se para pactos eleitorais, mas, desta vez, com partidos de esquerda e extrema-esquerda e, também, com diversos movimentos sociais, algo que viria ser concretizado em 2008, com a criação da Frente de Esquerda, onde o PCF juntou-se a outros partidos de esquerda e extrema-esquerda. Esta coligação tem conseguido travar o declínio do PCF, bem como recuperar alguma força eleitoral, como disso foi exemplo os 11,1% conseguidos por Jean-Luc Mélenchon nas eleições de 2012, o melhor resultado de um candidato apoiado pelo PCF desde 1981.

## Resultados eleitorais

### Eleições presidenciais
| Data | Candidato Apoiado   | 1ª Volta | 1ª Volta   | 1ª Volta     | 2ª Volta | 2ª Volta   | 2ª Volta     |
| Data | Candidato Apoiado   | CI.      | Votos      | %            | CI.      | Votos      | %            |
| ---- | ------------------- | -------- | ---------- | ------------ | -------- | ---------- | ------------ |
| 1965 | François Mitterrand | 2.º      | 7 694 005  | 31,7 / 100,0 | 2.º      | 10 619 735 | 44,8 / 100,0 |
| 1969 | Jacques Duclos      | 3.º      | 4 808 285  | 21,3 / 100,0 |          |            |              |
| 1974 | François Mitterrand | 1.º      | 11 044 373 | 43,3 / 100,0 | 2.º      | 12 971 604 | 49,2 / 100,0 |
| 1981 | Georges Marchais    | 4.º      | 4 456 922  | 15,4 / 100,0 |          |            |              |
| 1988 | André Lajoine       | 5.º      | 2 056 261  | 6,8 / 100,0  |          |            |              |
| 1995 | Robert Hue          | 5.º      | 2 638 936  | 8,7 / 100,0  |          |            |              |
| 2002 | Robert Hue          | 11.º     | 960 480    | 3,4 / 100,0  |          |            |              |
| 2007 | Marie-George Buffet | 7.º      | 707 268    | 1,9 / 100,0  |          |            |              |
| 2012 | Jean-Luc Mélenchon  | 4.º      | 3 985 089  | 11,1 / 100,0 |          |            |              |
| 2017 | Jean-Luc Mélenchon  | 4.º      | 7 011 856  | 19,6 / 100,0 |          |            |              |
| 2022 | Fabien Roussel      | 8.º      | 802 615    | 2,3 / 100,0  |          |            |              |

### Eleições legislativas
| Data    | 1ª Volta           | 1ª Volta           | 1ª Volta           | 1ª Volta           | 2ª Volta           | 2ª Volta           | 2ª Volta           | 2ª Volta           | Deputados | +/- | Status   |
| Data    | CI.                | Votos              | %                  | +/-                | CI.                | Votos              | %                  | +/-                | Deputados | +/- | Status   |
| ------- | ------------------ | ------------------ | ------------------ | ------------------ | ------------------ | ------------------ | ------------------ | ------------------ | --------- | --- | -------- |
| 1924    | 5.º                | 885 993            | 9,8 / 100,0        |                    |                    |                    |                    |                    | 26 / 581  |     | Oposição |
| 1928    | 5.º                | 1 066 099          | 11,3 / 100,0       | 1,5                | 11 / 604           | 15                 | Oposição           |                    |           |     |          |
| 1932    | 6.º                | 796 630            | 8,3 / 100,0        | 3,0                | 10 / 607           | 1                  | Oposição           |                    |           |     |          |
| 1936    | 4.º                | 1 502 404          | 15,3 / 100,0       | 7,0                | 72 / 610           | 62                 | Governo            |                    |           |     |          |
| 1945    | 1.º                | 5 024 174          | 26,1 / 100,0       | 10,8               | 159 / 586          | 87                 | Governo            |                    |           |     |          |
| 06/1946 | 2.º                | 5 145 325          | 26,0 / 100,0       | 0,1                | 153 / 586          | 6                  | Governo            |                    |           |     |          |
| 11/1946 | 1.º                | 5 430 593          | 28,3 / 100,0       | 2,3                | 182 / 627          | 29                 | Governo            |                    |           |     |          |
| 1951    | 1.º                | 4 910 547          | 25,9 / 100,0       | 2,4                | 103 / 625          | 79                 | Oposição           |                    |           |     |          |
| 1956    | 1.º                | 5 514 403          | 25,9 / 100,0       | Estável            | 150 / 595          | 47                 | Oposição           |                    |           |     |          |
| 1958    | 2.º                | 3 882 204          | 18,9 / 100,0       | 7,0                | 3.º                | 3 741 384          | 20,7 / 100,0       |                    | 10 / 546  | 140 | Oposição |
| 1962    | 2.º                | 4 003 553          | 21,8 / 100,0       | 2,9                | 2.º                | 3 195 763          | 20,9 / 100,0       | 0,2                | 41 / 485  | 31  | Oposição |
| 1967    | 2.º                | 5 039 032          | 22,5 / 100,0       | 0,7                | 3.º                | 3 998 790          | 21,4 / 100,0       | 0,5                | 73 / 487  | 32  | Oposição |
| 1968    | 2.º                | 4 434 832          | 20,0 / 100,0       | 2,5                | 3.º                | 2 935 775          | 20,1 / 100,0       | 1,3                | 34 / 487  | 39  | Oposição |
| 1973    | 2.º                | 5 085 108          | 21,4 / 100,0       | 1,4                | 3.º                | 4 893 876          | 20,9 / 100,0       | 0,8                | 73 / 488  | 39  | Oposição |
| 1978    | 4.º                | 5 870 402          | 20,6 / 100,0       | 0,8                | 4.º                | 4 744 868          | 18,6 / 100,0       | 2,3                | 86 / 488  | 13  | Oposição |
| 1981    | 4.º                | 4 065 540          | 16,2 / 100,0       | 4,4                | 4.º                | 1 303 587          | 7,0 / 100,0        | 11,6               | 44 / 491  | 42  | Governo  |
| 1986    | 3.º                | 2 739 225          | 9,8 / 100,0        | 6,4                |                    |                    |                    |                    | 35 / 573  | 9   | Oposição |
| 1988    | 4.º                | 2 765 761          | 11,3 / 100,0       | 1,5                | 4.º                | 695 569            | 3,4 / 100,0        |                    | 27 / 577  | 8   | Oposição |
| 1993    | 6.º                | 2 331 339          | 9,3 / 100,0        | 2,0                | 5.º                | 951 213            | 4,8 / 100,0        | 1,4                | 24 / 577  | 3   | Oposição |
| 1997    | 5.º                | 2 523 405          | 9,9 / 100,0        | 0,6                | 5.º                | 921 716            | 3,6 / 100,0        | 1,2                | 35 / 577  | 11  | Governo  |
| 2002    | 5.º                | 1 216 178          | 4,8 / 100,0        | 5,1                | 4.º                | 690 807            | 3,3 / 100,0        | 0,3                | 21 / 577  | 14  | Oposição |
| 2007    | 5.º                | 1 115 663          | 4,3 / 100,0        | 0,5                | 4.º                | 464 739            | 2,3 / 100,0        | 1,0                | 15 / 577  | 6   | Oposição |
| 2012    | Frente de Esquerda | Frente de Esquerda | Frente de Esquerda | Frente de Esquerda | Frente de Esquerda | Frente de Esquerda | Frente de Esquerda | Frente de Esquerda | 7 / 577   | 8   | Oposição |
| 2017    | 10.º               | 615 487            | 2,7 / 100,0        |                    | 9.º                | 217 833            | 1,2 / 100,0        |                    | 10 / 577  | 3   | Oposição |
| 2022    | 10.º               | 520 092            | 2,9 / 100,0        | 0,2                | 9.º                | 545 977            | 2,6 / 100,0        | 1,4                | 12 / 577  | 2   | Oposição |
| 2024    |                    |                    |                    |                    |                    |                    |                    |                    | 9 / 577   | 3   |          |

### Eleições europeias
| Data | CI.                | Votos              | %                  | +/-                | Deputados | +/-     |
| ---- | ------------------ | ------------------ | ------------------ | ------------------ | --------- | ------- |
| 1979 | 3.º                | 4 153 710          | 20,5 / 100,0       |                    | 22 / 81   |         |
| 1984 | 3.º                | 2 261 312          | 11,2 / 100,0       | 9,3                | 10 / 81   | 12      |
| 1989 | 6.º                | 1 401 171          | 7,7 / 100,0        | 3,5                | 7 / 81    | 3       |
| 1994 | 6.º                | 1 342 222          | 6,9 / 100,0        | 0,8                | 7 / 87    | Estável |
| 1999 | 6.º                | 1 196 310          | 6,8 / 100,0        | 0,1                | 6 / 87    | 1       |
| 2004 | 7.º                | 1 009 976          | 5,9 / 100,0        | 0,9                | 3 / 74    | 3       |
| 2009 | Frente de Esquerda | Frente de Esquerda | Frente de Esquerda | Frente de Esquerda | 3 / 74    | Estável |
| 2014 | Frente de Esquerda | Frente de Esquerda | Frente de Esquerda | Frente de Esquerda | 2 / 74    | 1       |
| 2019 | 10.º               | 564 949            | 2,5 / 100,0        |                    | 0 / 74    | 2       |
| 2024 | 8.º                | 584 054            | 2,4 / 100,0        | 0,1                | 0 / 81    | Estável |

## Sede do Partido
O edifício-sede do PCF foi projetado em 1966 pelo arquiteto Oscar Niemeyer, que nada cobrou pelo projeto. A obra, executada em duas fases, só foi concluída em 1980.